# Dongfeng Peugeot-Citroën
Dongfeng Peugeot-Citroën Automobile Co., Ltd. (DPCA) es una empresa conjunta (joint venture) entre Dongfeng Motor Corporation y Groupe PSA (antes PSA Peugeot Citroën). Con sede en Wuhan, capital de la provincia de Hubei, fabrica modelos Peugeot y Citroën para su venta en China.
Sus automóviles son bien valorados por los consumidores, y la marca Citroën recibió una de las puntuaciones más altas en una encuesta de satisfacción del cliente realizada en 2014 por JD Power en China.
No todos los productos del Groupe PSA vendidos en China fueron vendidos o fabricados por su empresa conjunta con Dongfeng; los modelos de DS Automobiles fueron alguna vez el dominio de la antigua empresa conjunta de Changan PSA con Changan Automobile.
DPCA también produce vehículos de consumo de la marca Dongfeng Fengshen en las mismas fábricas que fabrican los modelos de PSA en los que se basan estos coches de marca privada.
La compañía realiza labores de CSR que incluyen el patrocinio de la educación.

## Historia
Las marcas Peugeot y Citroën por separado trataron de entrar en el mercado chino en los años 80. Citroën vendió el modelo CX en 1984, e incluso apareció en una película china. En esa época, Citroën competía con Volkswagen por el contrato de "coche grande" con SAIC Motor, y Volkswagen ganó, invirtiendo 2.000 millones de dólares en el mercado chino de 1984 a 1998. Peugeot también vio resultados mediocres. En 1985, estableció una empresa conjunta con el gobierno de Guangzhou, Guangzhou Peugeot Automobile Company, que construyó el modelo Peugeot 504 de 1968 y desapareció en 1997.
El actual Dongfeng Peugeot-Citroën proviene de una segunda oportunidad de entrada en el mercado para Citroën proporcionada por "Second Auto Works" (Dongfeng), en 1992. Al darse cuenta de que carecía de una línea de productos de consumo, el fabricante de vehículos de propiedad estatal Dongfeng Motor Corporation se dirigió inicialmente a Toyota con la esperanza de establecer una empresa conjunta, pero fue rechazada, lo que dio lugar a que se ofreciera la misma oferta a Citroën. Se informó de que las conversaciones tuvieron lugar en París ya en el último decenio de 1980, con un acuerdo alcanzado en 1990. Sin embargo, el proyecto se retrasó dos años debido a la resistencia del gobierno francés tras la masacre de la Plaza de Tiananmen, y no se puso en marcha hasta 1992. Inicialmente conocida como Dongfeng Citroën Automobile Company (DCAC), esta empresa conjunta se situó en Wuhan. Su primer producto fue un hatchback construido a partir de kits de derribo semi-completos, el ZX Fukang, y para 1996 la capacidad de producción había alcanzado las 150.000 unidades/año con una segunda oferta, el sedán Fukang 988, que se añadió en 1998. Es posible que el proyecto no haya tenido mucho éxito debido a una línea de productos limitada y a retrasos desde el principio. Además, la dependencia temprana de la base industrial de Shanghái (y con ello las cadenas de suministro estiradas[cita requerida]) para las piezas de origen local puede haber resultado un obstáculo; por lo menos para el desarrollo de la propia agrupación industrial de Wuhan. A partir de 1997, el número de proveedores de componentes contabilizados por DCAC fue un 80% mayor que el de las empresas de Wuhan, y a principios de la década de 2000 el 50% de las piezas de origen local seguían procediendo de Shanghái.
En 2002 se introdujo el primer producto de marca Peugeot y la empresa conjunta pasó a llamarse Dongfeng Peugeot-Citroën Automobile (DPCA). Ese mismo año la empresa conjunta se mantuvo con el mismo capital entre sus padres franceses y chinos, pero no fue hasta 2004 que los bancos chinos y franceses relajaron su control sobre la empresa y el 50% de la propiedad fue tomada por Dongfeng y PSA Peugeot Citroën.
Si bien la mayoría de las ofertas actuales son versiones de automóviles disponibles en otros mercados, algunos vehículos han sido adaptados para ajustarse mejor a la demanda local, como el cambio de los hatchbacks a diseños de tres cajas. Al menos un automóvil, vendido con el nombre de Citroën C2, parece haber sido reelaborado ampliamente; confusamente, la versión china C2 parece haber sido un modelo Peugeot renombrado, no el "verdadero" Citroën C2.

## Operaciones

### Bases de producción e instalaciones
A partir de 2010, la empresa conjunta tiene tres bases de producción, todas ellas en la provincia de Hubei. Una cuarta se puso en marcha hacia 2016 en Chengdu, provincia de Sichuan, aumentando la capacidad de producción en 300.000 unidades al año. Con la finalización de esta fábrica, la capacidad total de producción anual se acercará al millón de vehículos completos.
Una base de producción en Xiangyang fabrica motores con una capacidad superior a un millón, anualmente, y ha estado en funcionamiento desde 1996.
PSA Peugeot Citroën dispone de dos instalaciones en Shanghái: un centro de I+D (el China Tech Center) y un centro de diseño.

### Red de distribuidores
Su red de concesionarios cuenta con cerca de 300 tiendas Citroën en más de 200 ciudades chinas y unos 170 salones de exposición de Peugeot (existen otras tiendas de venta y servicio que llevan y atienden a los Peugeot). A partir de 2010, también se venden modelos importados, aunque a través de una filial independiente, propiedad de PSA, Peugeot Citroën (China) Automotive Trade Co Ltd. Es posible que la situación haya cambiado a partir de 2015, ya que en ese año PSA Peugeot Citroën firmó un acuerdo con Dongfeng para vender algunas importaciones.
Los modelos Citroën DS5, Citroën DS 5LS y DS 6WR son construidos y vendidos en China por Citroën DS/PSA, pero estos son  distribuidos por otra empresa conjunta, Changan PSA, establecida en 2010.

## Propiedad
La propiedad de la empresa conjunta ha evolucionado desde su establecimiento en 1992. En 2000, la propiedad fue: 31%, Dongfeng Motor Corporation; 39%, bancos chinos; 26,9%, PSA Peugeot Citroën; 3,1%, bancos internacionales. En 2002, tanto Dongfeng como PSA Peugeot Citroën adquirieron el 32% de las acciones, y en 2004 habían comprado el resto de las participaciones de los bancos, con lo que cada fabricante de vehículos poseía el 50% de la empresa conjunta o jointventure. Después de la oferta pública inicial, la participación de Dongfeng Motor Corporation fue transferida al Grupo Dongfeng Motor.
En un extraño movimiento para la industria, en 2014 el Grupo Dongfeng Motor tomó una participación del 14% en el entonces desaparecido PSA Peugeot Citroën, una empresa matriz de DPCA.

## Cifras de ventas
| Año  | Ventas de vehículo     |
| ---- | ---------------------- |
| 1996 | 7,200[cita requerida]  |
| 1997 | 28,000[cita requerida] |
| 1998 | 33,400                 |
| 1999 | 44,300                 |
| 2000 | 52,000                 |
| 2001 | 53,200                 |
| 2002 | 85,100                 |
| 2003 | 103,100                |
| 2004 | 89,100                 |
| 2005 | 140,400                |
| 2006 | 201,318                |
| 2007 | 207,500                |
| 2008 | 189,162                |
| 2009 | 272,000                |
| 2010 | 376,000                |
| 2011 | 404,437                |
| 2012 | 436,500                |
| 2013 | 550,500                |
| 2014 | 734,000                |
| 2015 | 719,000                |

## Productos recientes

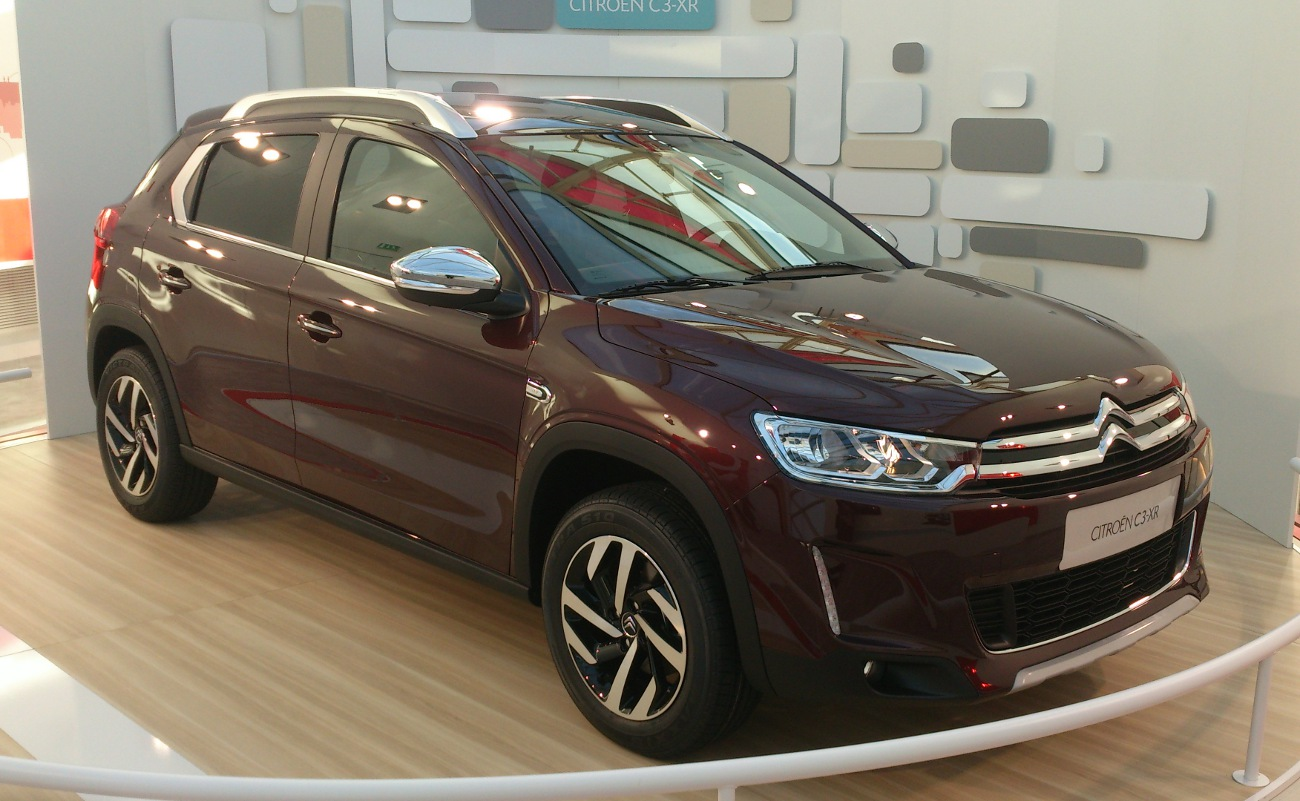
2014 Citroën C3-XR (DPCA)
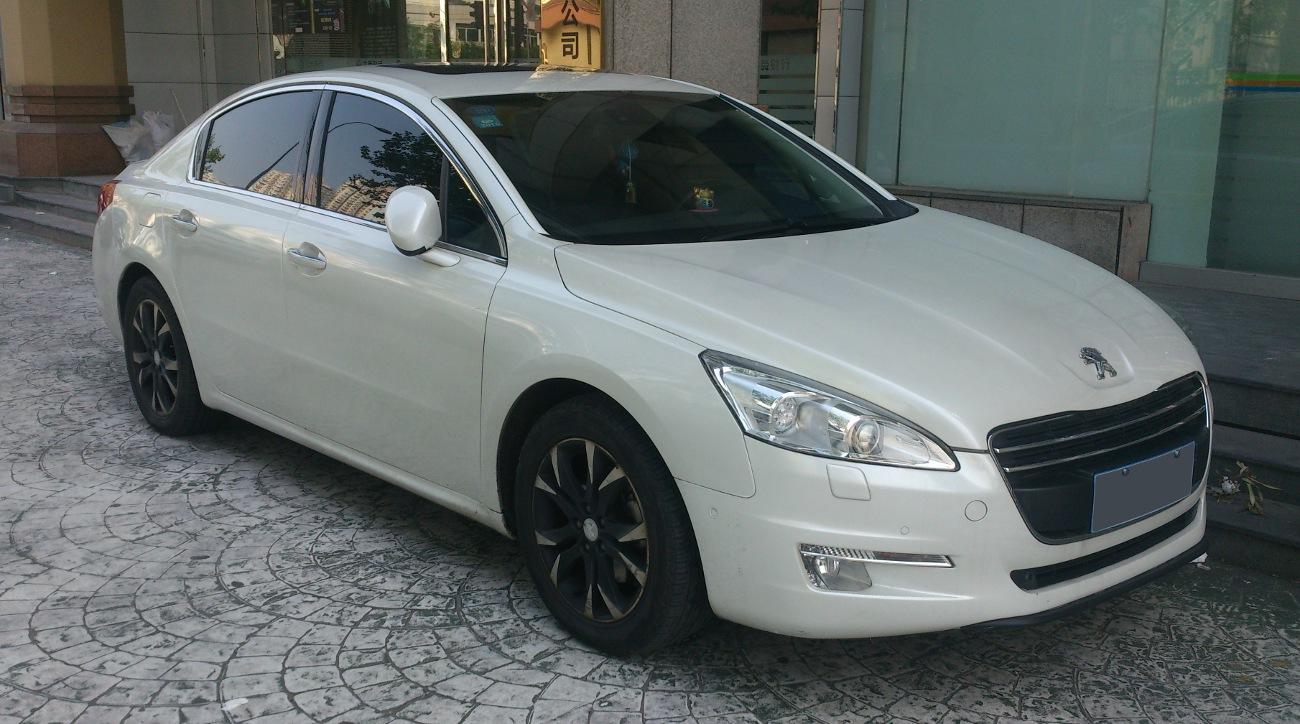
Peugeot 508
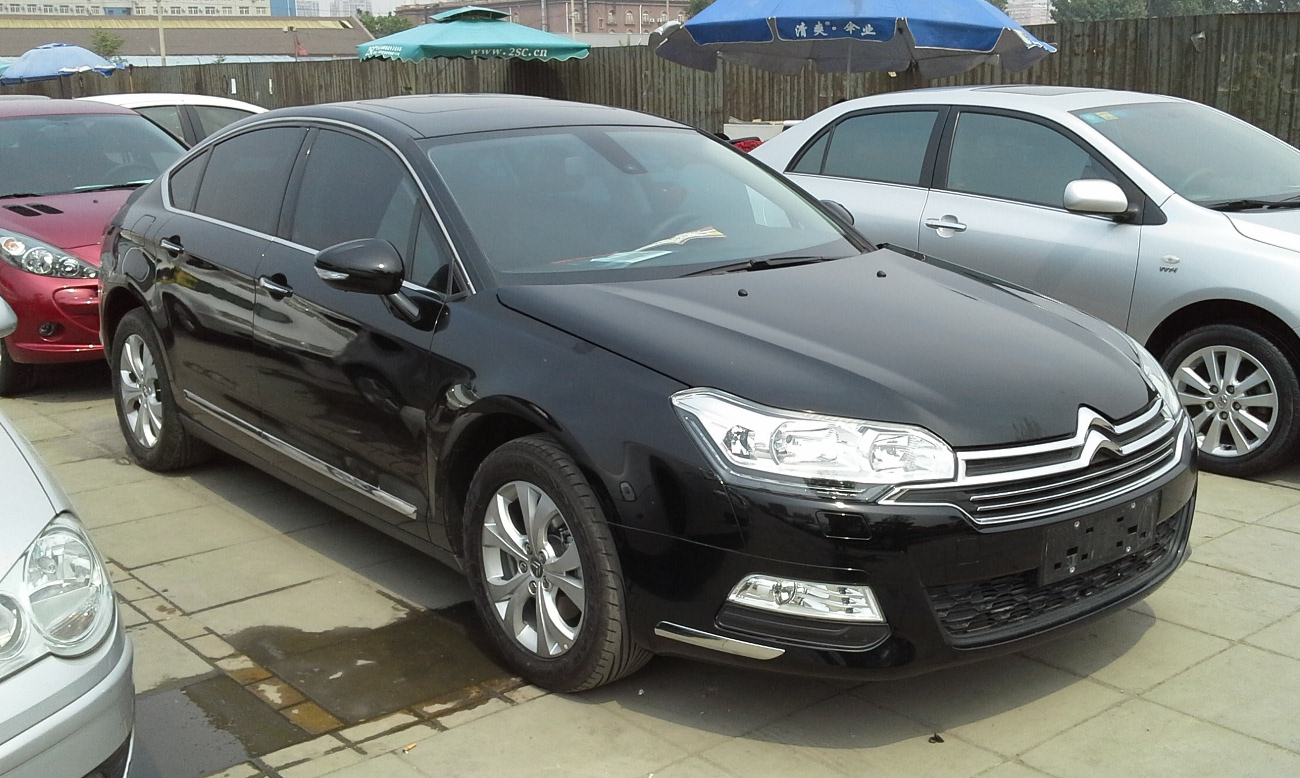
Citroën C5 II (DPCA)
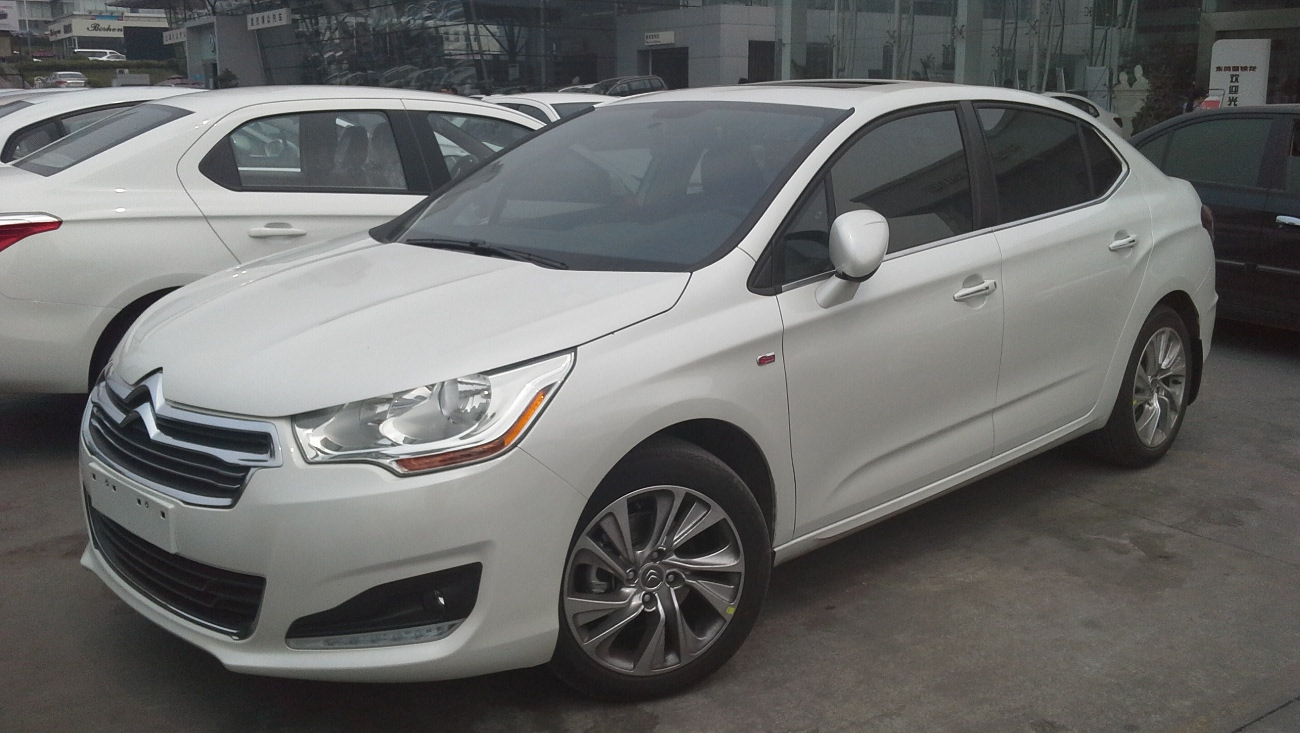
Citroën C4L Sedan (DPCA)
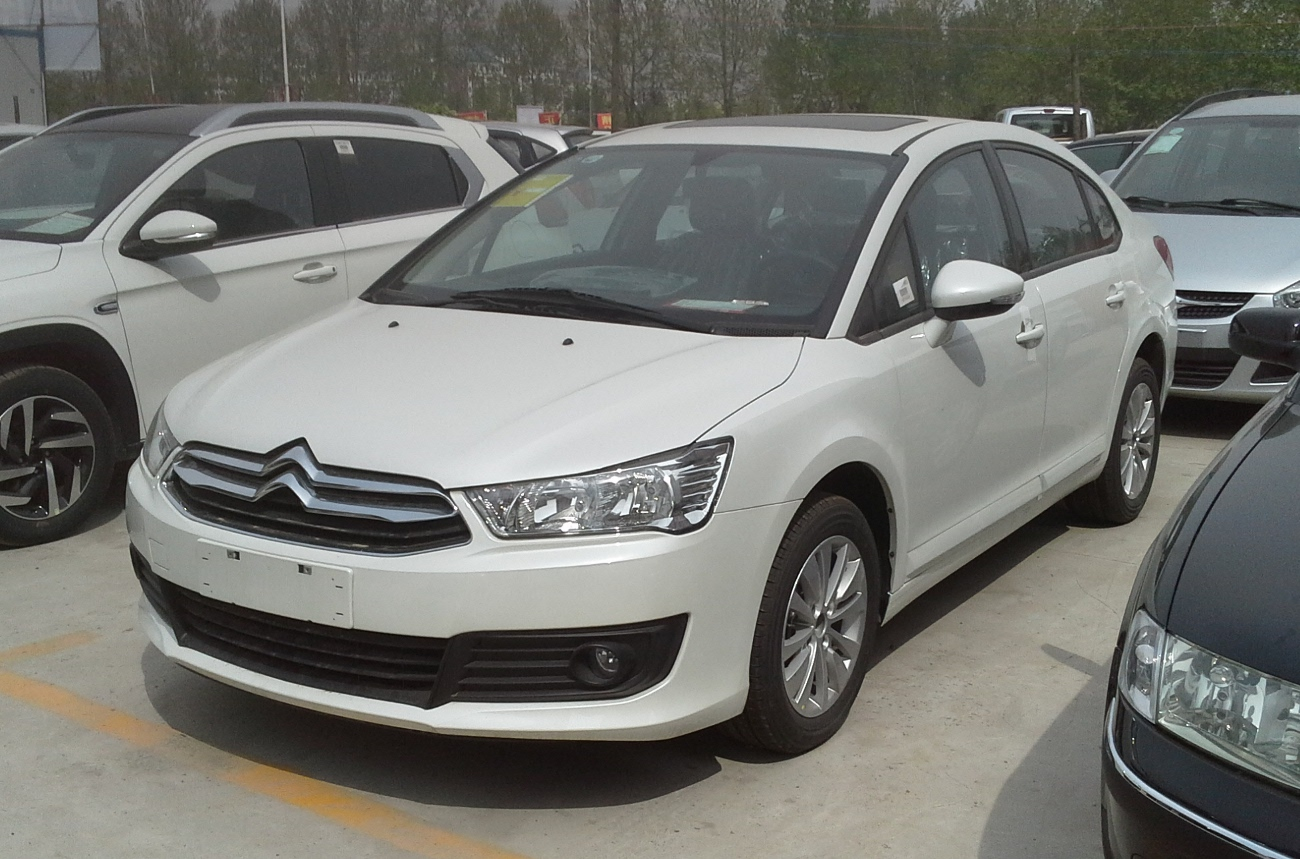
Citroën C-Quatre (DPCA)
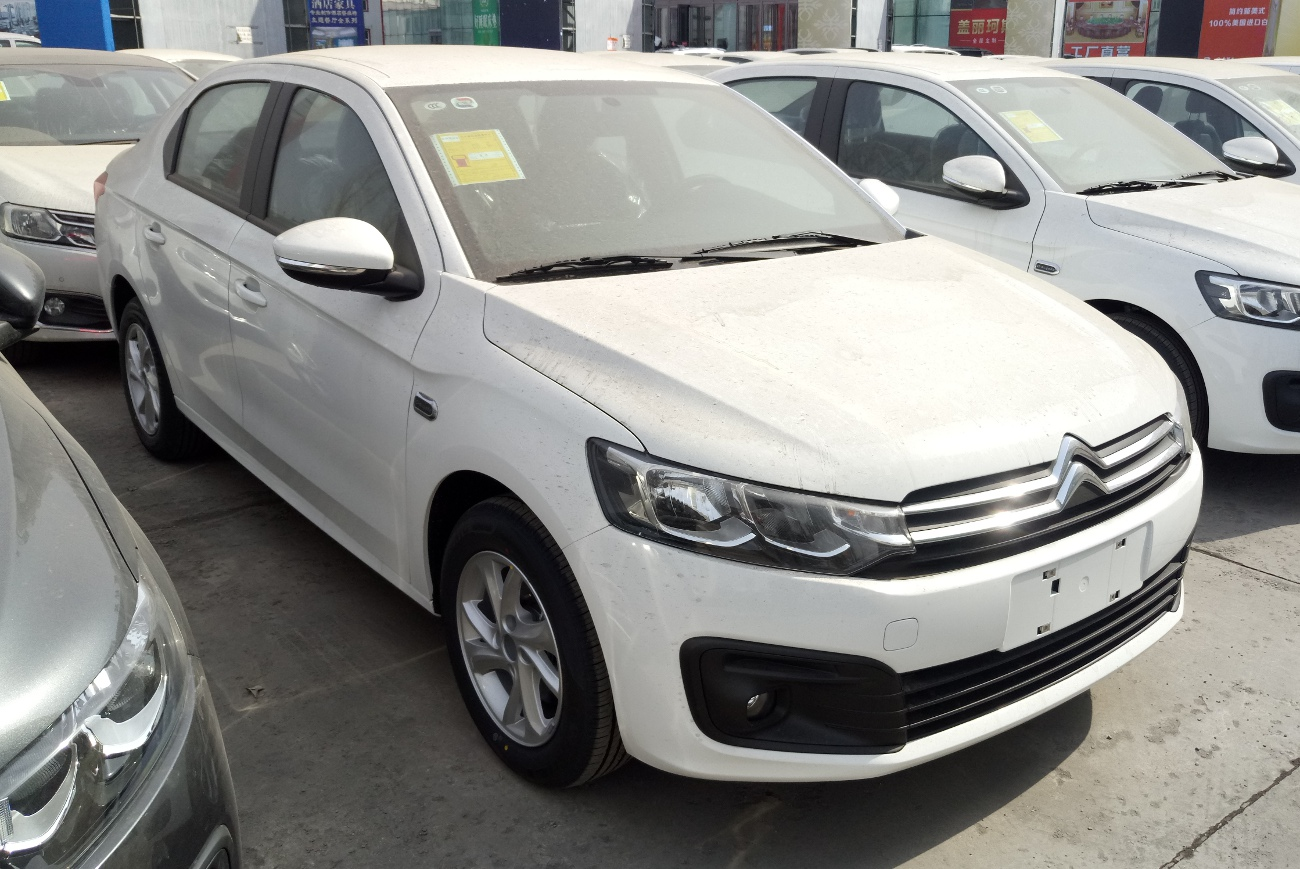
Citroën C-Elysée (DPCA)
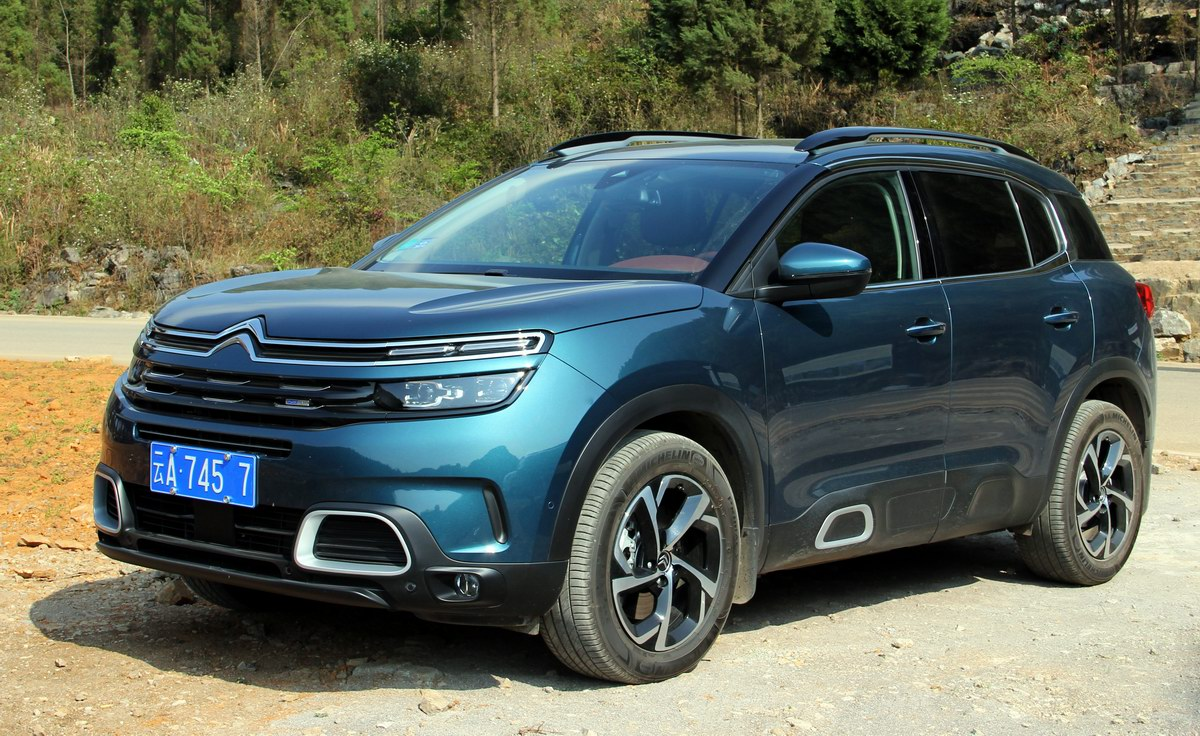
Citroën C5 Aircross (380THP)
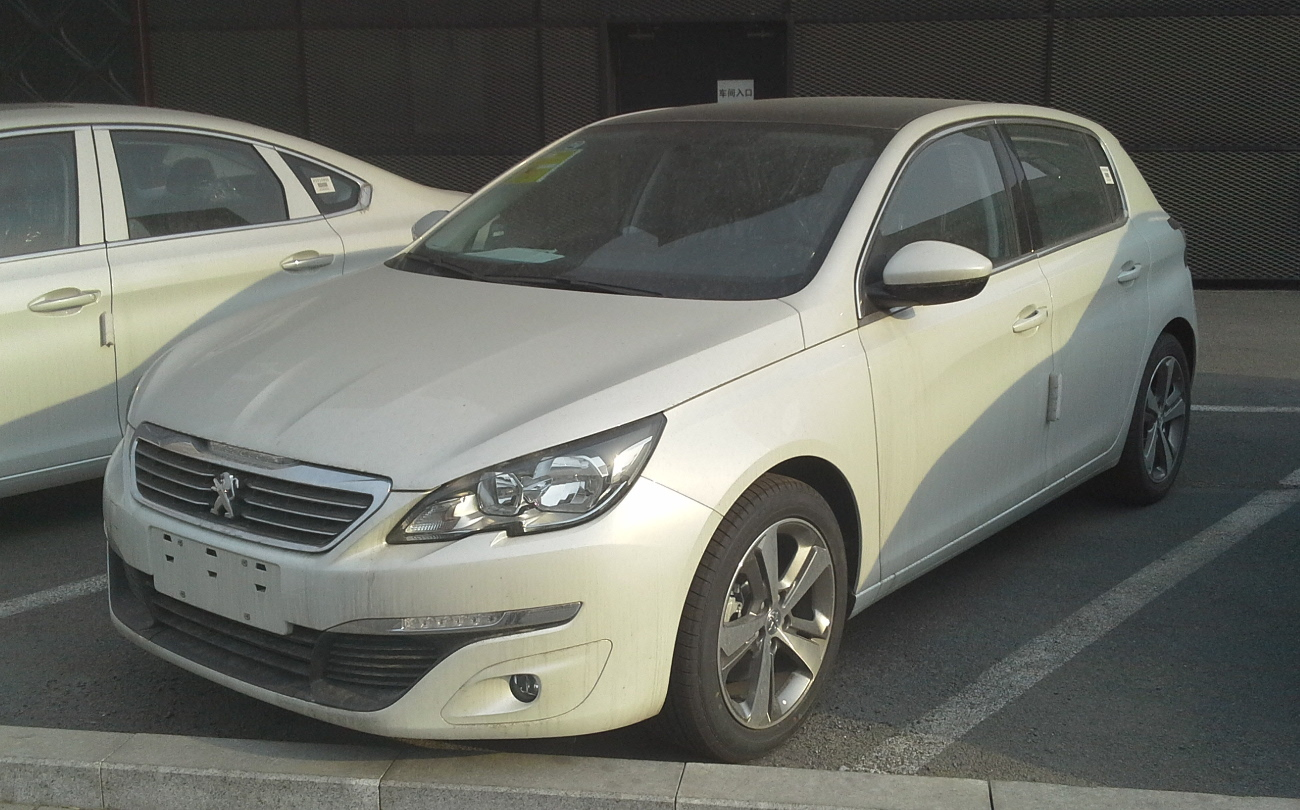
Peugeot 308 Hatchback